# Новокузнецкий район
Новокузне́цкий райо́н — административно-территориальная единица (район) и муниципальное образование (муниципальный район) в Кемеровской области России.
Самый крупный по площади и один из самых населённых районов области.
Административный центр — город Новокузнецк, который в состав района не входит.

## Физико-географическая характеристика

### Географическое положение
Район расположен в южной части Кемеровской области (от границы с Алтайским краем до границы с Республикой Хакасия). На северо—западе граничит с Беловским и Прокопьевским районами Кемеровской области, на северо—востоке — с Крапивинским и Тисульским районами Кемеровской области, на востоке — с Республикой Хакасия, на юго—востоке — с Междуреченским городским округом Кемеровской области, на юге — с Таштагольским районом Кемеровской области, на западе — с Алтайским краем. Район имеет общие границы с городами, образующими самостоятельные городские округа и не входящими в состав района: Калтан, Междуреченск, Мыски, Осинники.

### Рельеф
Рельеф местности определяется расположением её в пределах Кузнецкой и Неня—Чумышской впадин, Салаирского кряжа и Кузнецкого Алатау. Около 64 % территории района составляют горно—таежные ландшафты и около 36 % лесостепные (занятые сельхозугодьями, горнодобывающими и перерабатывающими предприятиями и другими видами хозяйственной деятельности).

### Гидрография
Речная сеть района принадлежит к системе реки Обь.
Основная река, протекающие по территории района — Томь, с многочисленными притоками:
- Аба,
- Верхняя Терсь,
- Кондома, с притоком Большой Теш
- Майзас,
- Мрас-Су,
- Нижняя Терсь,
- Средняя Терсь,
- Тутуяс,
- Ускат.

Также по территории района протекает река Чумыш с её притоками:
- Бенжереп,
- Берёзовая,
- Мостовая,
- Сары-Чумыш,
- Таловка.

### Растительность
На территории района расположена Кузедеевская липовая роща.

### Охрана природы
На территории района расположена часть центральная часть заповедника «Кузнецкий Алатау», заказники:
Сары-Чумышский, Нарыкский, памятники природы: «Липовая роща» п. Кузедеево.

### Фауна
Обитают жужелицы, стрекозы, жуки, осетр, стерлядь, нельма, ленок, гуси, утки, рябчики, бобры, зайцы, лисицы, медведи, ежи, суслики, хомяки, белки, ондатры, мыши, соболь, горностай, кроты, ласка.

### Месторождения полезных ископаемых
Месторождения угля:
- Томь — Мрасское
- Тешское
- Николаевское
- Карачиякское
- Среднетерсинское
- Макарьевское
- Тагарышское
- Терсинское-1
- Терсинское-2

Месторождения железа: Лавреновское, Заповедное, Терсинское.
Месторождения золота: Туттуяское.
Минеральные воды: Терсинка.
Огнеупорные глины: Баркинское.
Поделочные камни: Терсюкское месторождение.
Песчано-гравийные материалы: Антоновское, Абагуро-Атамановское, Кузнецкое, Бородинское, Сидоровское, Топольники-Фески, Островское.

### Экология
В районе имеются заповедник «Кузнецкий Алатау», несколько ООПТ, в последнее время на территории района появилось множество угольных разрезов

### Климат
Новокузнецкий муниципальный район, как и его административный центр — город Новокузнецк, характеризуются резко континентальным климатом со значительными годовыми и суточными колебаниями температур. Это обусловлено не только региональным положением района внутри азиатского континента, но и его приуроченностью к зоне сочленения Кузнецкой котловины с горными сооружениями Кузнецкого Алатау, Горной Шории и Салаирского кряжа.
Среднегодовая температура воздуха составляет +1.4 °C. В среднем насчитывается 280 солнечных дней в году. Средняя продолжительность безморозного периода — 123 дня. Район расположен в зоне достаточного увлажнения: в среднем выпадает около 550 мм осадков. Продолжительность снежного покрова около 160 дней. Преобладающее направление ветров западное и юго-западное. Среднегодовая скорость ветров — 3,5 м/сек. В то же время повторяемость штилевой погоды составляет 25 %. Среднегодовая относительная влажность воздуха составляет 70—73 %.
| Показатель                    | Янв.  | Фев.  | Март  | Апр.  | Май  | Июнь | Июль | Авг. | Сен. | Окт. | Нояб. | Дек.  | Год   |
| ----------------------------- | ----- | ----- | ----- | ----- | ---- | ---- | ---- | ---- | ---- | ---- | ----- | ----- | ----- |
| Абсолютный максимум, °C       | 4,1   | 7,8   | 18,3  | 28,5  | 34,8 | 35,0 | 36,0 | 35,9 | 31,0 | 24,3 | 15,1  | 7,3   | 36,0  |
| Средний суточный максимум, °C | −11,1 | −8    | −0,7  | 8,5   | 18,3 | 22,7 | 24,8 | 22,7 | 15,9 | 7,9  | −2,9  | −9,1  | 7,4   |
| Средняя температура, °C       | −15   | −13,2 | −5,9  | 2,9   | 11,5 | 16,4 | 18,8 | 16,2 | 10,0 | 2,9  | −6,5  | −13,2 | 2,1   |
| Средний суточный минимум, °C  | −18,5 | −16,7 | −10   | −1,8  | 5,8  | 11,1 | 13,7 | 11,2 | 5,3  | −0,6 | −9,5  | −16,5 | −2,2  |
| Абсолютный минимум, °C        | −47,7 | −42,2 | −33,9 | −26,1 | −8,9 | −1,4 | 2,2  | 0,2  | −6,1 | −23  | −37,7 | −40   | −47,7 |
| Норма осадков, мм             | 24    | 18    | 16    | 26    | 38   | 54   | 69   | 56   | 36   | 42   | 38    | 30    | 447   |
| Источник: Погода и Климат     |       |       |       |       |      |      |      |      |      |      |       |       |       |

## История
В 1924 году было осуществлено районирование территории Сибирского края на основании Постановления Сибирского краевого исполкома от 4 сентября 1924 года и декрета ВЦИК от 25 мая 1925 года. На территории Кузнецкого округа были образованы районы, в том числе Кузнецкий сельский район, площадью 33,9 тыс. км². В состав Кузнецкого района вошли 18 сельсоветов с численностью населения 22 835 человек.
В 1926 году из Кондомского и части Кузнецкого районов был образован Горно-Шорский национальный район с центром в с. Мыски, в 1930 году центр нового района был перенесён в с. Кузедеево.
В 1932 году Кузнецкий район вошёл в подчинение Сталинского горисполкома. На тот момент в районе было 17 сельсоветов, состоящих из 101 населённого пункта. С 22 февраля 1939 года район выделился из подчинения Сталинского горисполкома в самостоятельный район. В этом же году Горно—Шорский национальный район был разделён на Мысковский, Таштагольский и Кузедеевский районы. В 1956 году упраздняется Мысковский район — территории включаются в Кузнецкий сельский район, а в 1961 году ликвидируется Кузедеевский район — его сельская местность отошла к Таштагольскому району, а промышленные центры были подчинены Осинниковскому горисполкому.
1 февраля 1963 года Указом Президиума Верховного Совета РСФСР Кузнецкий район переименован в Новокузнецкий район в составе 27 сельсоветов (помимо сельсоветов бывшего Кузнецкого района, в новый район вошла часть сельсоветов бывшего Крапивинского, Осинниковского, Прокопьевского, Таштагольского районов). Однако в 1965 году из Новокузнецкого района вновь выделяется Прокопьевский, а в 1983 году — Таштагольский районы.
1960—е — 1970—е — 1980—е годы характеризуются строительством и вводом в эксплуатацию крупных сельскохозяйственных предприятий пищевой и перерабатывающей промышленности: «Кузбасская птицефабрика», «Новокузнецкая птицефабрика», «Чистогорский свиноводческий комплекс», «Новокузнецкий экспериментальный комбикормовый завод», «Калтанский тепличный комбинат», а также угольных предприятий — шахты «Юбилейная», «Полосухинская», «Новокузнецкая», «Есаульская», разрезы «Талдинский», «Ерунаковский».
В 1987 году вновь образован Осинниковский район, в состав которого из Новокузнецкого района выделяются: Куртуковский, Николаевский, Бенжерепский, Орловский, Сары-Чумышский сельские и Кузедеевский поселковый советы. В октябре 1989 года Осинниковский район упраздняется и вышеперечисленные сельские и поселковый советы вновь включаются в состав Новокузнецкого района.
Законом Кемеровской области от 17 декабря 2004 года Новокузнецкий район также был наделён статусом муниципального района, в котором были образованы 16 муниципальных образований (сельских поселений).
В июне 2013 года Губернатором Кемеровской области Аманом Тулеевым инициирован процесс объединения Новокузнецкого городского округа с Новокузнецким муниципальным районом, однако 28 октября 2013 года было объявлено о том, что объединение муниципальных образований не состоится.
Законом Кемеровской области от 7 марта 2013 года число муниципальных образований было сокращено до 6 сельских поселений.
В апреле 2022 года 6 сельских поселений вошли в Новокузнецкую агломерацию.
Законом Кемеровской области был преобразован в муниципальный район. Указ вступит в силу 19 мая 2022 года.

## Население
| 2002    | 2009    | 2010    | 2011    | 2012    | 2013    | 2014    | 2015    | 2016    |
| ------- | ------- | ------- | ------- | ------- | ------- | ------- | ------- | ------- |
| 50 812  | ↗51 602 | ↘50 681 | ↘50 637 | ↗51 014 | ↗51 390 | ↘51 082 | ↘50 406 | ↘50 388 |
| 2017    | 2018    | 2019    | 2020    | 2021    | 2025    |         |         |         |
| ↗50 493 | ↘50 210 | ↘50 102 | ↗50 170 | ↗51 111 | ↗51 600 |         |         |         |

## Административно-муниципальное устройство
В рамках административно-территориального устройства области Новокузнецкий административный район включает 6 сельских территорий (границы которых совпадают с одноимёнными сельскими поселениями соответствующего муниципального района).
В рамках муниципального устройства Новокузнецкий муниципальный район включает 6 муниципальных образований со статусом сельских поселений:
| № | Муниципальное образование       | Административный центр | Количество населённых пунктов | Население (чел.) | Площадь (км²) |
| - | ------------------------------- | ---------------------- | ----------------------------- | ---------------- | ------------- |
| 1 | Загорское сельское поселение    | посёлок Загорский      | 21                            | ↗6920            | 668,05        |
| 2 | Красулинское сельское поселение | село Красулино         | 22                            | ↘12 207          | 640,77        |
| 3 | Кузедеевское сельское поселение | посёлок Кузедеево      | 21                            | ↘5228            | 3130,21       |
| 4 | Сосновское сельское поселение   | село Сосновка          | 28                            | ↗7614            | 743,60        |
| 5 | Терсинское сельское поселение   | посёлок Чистогорский   | 21                            | ↘8110            | 5348,01       |
| 6 | Центральное сельское поселение  | село Атаманово         | 21                            | ↗11 032          | 2508,92       |

 До 2 ноября 2022 года территории совпадали с сельскими поселениями. С 2 ноября 2022 проведена реорганизация . Округ состоит из 9 территорий.

### Населённые пункты
В Новокузнецкий район входят 130 сельских населённых пункта:
| №   | Населённый пункт      | Тип населённого пункта | Население | Бывшее сельское поселение |
| --- | --------------------- | ---------------------- | --------- | ------------------------- |
| 1   | 360 км                | посёлок                | 58        | Загорское                 |
| 2   | 75-й Пикет            | посёлок                | 6         | Загорское                 |
| 3   | Алексеевка            | посёлок                | 38        | Загорское                 |
| 4   | Ананьино              | посёлок                | 38        | Загорское                 |
| 5   | Анисимово             | село                   | 283       | Красулинское              |
| 6   | Апанас                | посёлок                | 136       | Загорское                 |
| 7   | Атаманово             | село                   | ↗3011     | Центральное               |
| 8   | Ашмарино              | село                   | 422       | Центральное               |
| 9   | Баевка                | посёлок                | 304       | Центральное               |
| 10  | Балластный Карьер     | посёлок                | 0         | Кузедеевское              |
| 11  | Бардина               | посёлок станции        | 92        | Терсинское                |
| 12  | Бедарево              | село                   | 392       | Красулинское              |
| 13  | Безруково             | село                   | 1814      | Центральное               |
| 14  | Белорус               | посёлок                | 8         | Сосновское                |
| 15  | Бенжереп 1-й          | село                   | 498       | Кузедеевское              |
| 16  | Бенжереп 2-й          | село                   | 172       | Кузедеевское              |
| 17  | Берёзовая Грива       | посёлок                | 19        | Центральное               |
| 18  | Берёзово              | село                   | 365       | Загорское                 |
| 19  | Берензас              | посёлок                | 71        | Центральное               |
| 20  | Большая Сулага        | село                   | 3         | Кузедеевское              |
| 21  | Боровково             | село                   | 300       | Центральное               |
| 22  | Букино                | село                   | 96        | Сосновское                |
| 23  | Бунгур                | село                   | 581       | Загорское                 |
| 24  | Верх-Кинерки          | посёлок                | 4         | Загорское                 |
| 25  | Верх-Подобас          | посёлок                | 23        | Центральное               |
| 26  | Верхний Калтан        | посёлок                | 59        | Центральное               |
| 27  | Весёлый               | посёлок                | 76        | Красулинское              |
| 28  | Восточный             | посёлок                | 69        | Красулинское              |
| 29  | Гавриловка            | посёлок                | 87        | Кузедеевское              |
| 30  | Гавриловка            | посёлок                | 135       | Сосновское                |
| 31  | Глуховка              | деревня                | 8         | Загорское                 |
| 32  | Елань                 | посёлок                | 1704      | Центральное               |
| 33  | Ерунаково             | посёлок станции        | 572       | Красулинское              |
| 34  | Ерунаково             | посёлок                | 19        | Красулинское              |
| 35  | Есаулка               | деревня                | 57        | Терсинское                |
| 36  | Жерново               | деревня                | 10        | Красулинское              |
| 37  | Загадное              | посёлок                | 197       | Терсинское                |
| 38  | Загорский             | посёлок                | 1632      | Загорское                 |
| 39  | Заречный              | посёлок                | 351       | Сосновское                |
| 40  | Зелёный Луг           | посёлок                | 168       | Центральное               |
| 41  | Ивановка              | посёлок                | 2         | Загорское                 |
| 42  | Иганино               | посёлок                | 85        | Красулинское              |
| 43  | Ильинка               | село                   | 1708      | Красулинское              |
| 44  | Казанково             | посёлок                | 870       | Красулинское              |
| 45  | Калиновский           | посёлок                | 16        | Сосновское                |
| 46  | Калмыковский          | посёлок                | 12        | Сосновское                |
| 47  | Кандалеп              | посёлок                | 170       | Кузедеевское              |
| 48  | Карчагол              | посёлок                | 35        | Сосновское                |
| 49  | Керегеш               | посёлок станции        | 44        | Терсинское                |
| 50  | Килинск               | посёлок                | 2         | Кузедеевское              |
| 51  | Ключи                 | посёлок                | 33        | Сосновское                |
| 52  | Костёнково            | село                   | 1688      | Загорское                 |
| 53  | Красинск              | посёлок                | 122       | Сосновское                |
| 54  | Красная Орловка       | село                   | 396       | Центральное               |
| 55  | Краснознаменка        | село                   | 31        | Терсинское                |
| 56  | Красный Калтан        | посёлок                | 3         | Центральное               |
| 57  | Красный Холм          | посёлок                | 4         | Загорское                 |
| 58  | Красулино             | село                   | 1216      | Красулинское              |
| 59  | Кругленькое           | село                   | 388       | Терсинское                |
| 60  | Крутая                | деревня                | 16        | Кузедеевское              |
| 61  | Кузедеево             | посёлок                | ↘3314     | Кузедеевское              |
| 62  | Кульчаны              | посёлок                | 255       | Сосновское                |
| 63  | Куртуково             | село                   | 1067      | Сосновское                |
| 64  | Курья                 | посёлок                | 9         | Кузедеевское              |
| 65  | Ленинский             | посёлок                | 1         | Сосновское                |
| 66  | Лыс                   | село                   | 314       | Кузедеевское              |
| 67  | Макариха              | село                   | 6         | Терсинское                |
| 68  | Малиновка             | село                   | 32        | Сосновское                |
| 69  | Мир                   | посёлок                | 572       | Загорское                 |
| 70  | Митино                | село                   | 191       | Красулинское              |
| 71  | Михайловка            | деревня                | 154       | Сосновское                |
| 72  | Мокроусово            | деревня                | 138       | Терсинское                |
| 73  | Мостовая              | деревня                | 34        | Загорское                 |
| 74  | Мунай                 | посёлок                | 92        | Кузедеевское              |
| 75  | Муратово              | посёлок                | 69        | Центральное               |
| 76  | Мутный                | посёлок                | 124       | Терсинское                |
| 77  | Недорезово            | посёлок                | 691       | Красулинское              |
| 78  | Нижние Кинерки        | посёлок                | 19        | Сосновское                |
| 79  | Николаевка            | посёлок                | 320       | Сосновское                |
| 80  | Новостройка           | посёлок                | 2         | Кузедеевское              |
| 81  | Новый                 | посёлок                | 13        | Сосновское                |
| 82  | Новый Урал            | посёлок                | 12        | Загорское                 |
| 83  | Осиновое Плёсо        | посёлок                | 795       | Терсинское                |
| 84  | Осман                 | посёлок                | 84        | Кузедеевское              |
| 85  | Подгорная             | деревня                | 1         | Сосновское                |
| 86  | Подгорный             | посёлок                | 227       | Загорское                 |
| 87  | Подкорчияк            | посёлок                | 0         | Сосновское                |
| 88  | Подстрелка            | посёлок                | 15        | Кузедеевское              |
| 89  | Металлургов           | посёлок                | ↘3204     | Красулинское              |
| 90  | Пушкино               | посёлок                | 203       | Сосновское                |
| 91  | Рассвет               | посёлок                | 829       | Загорское                 |
| 92  | Рябиновка             | посёлок                | 10        | Сосновское                |
| 93  | Сары-Чумыш            | село                   | 514       | Кузедеевское              |
| 94  | Северный              | посёлок                | 464       | Красулинское              |
| 95  | Сидорово              | село                   | 1071      | Терсинское                |
| 96  | Славино               | село                   | 344       | Терсинское                |
| 97  | Сметанино             | посёлок                | 6         | Красулинское              |
| 98  | Смирновка             | посёлок                | 60        | Центральное               |
| 99  | Сосновка              | село                   | 2430      | Сосновское                |
| 100 | Староабашево          | посёлок                | 189       | Центральное               |
| 101 | Степной               | посёлок                | 1681      | Красулинское              |
| 102 | Тагарыш               | посёлок                | 245       | Красулинское              |
| 103 | Таловая               | деревня                | 113       | Загорское                 |
| 104 | Тальжино              | посёлок станции        | 1532      | Центральное               |
| 105 | Тальжино              | посёлок                | 461       | Центральное               |
| 106 | Таргай                | село                   | 124       | Сосновское                |
| 107 | Таргайский Дом Отдыха | посёлок                | 342       | Сосновское                |
| 108 | Терёхино              | посёлок                | 494       | Терсинское                |
| 109 | Увал                  | посёлок                | 42        | Терсинское                |
| 110 | Урнас                 | посёлок                | 8         | Кузедеевское              |
| 111 | Усково                | посёлок                | 30        | Красулинское              |
| 112 | Успенка               | посёлок                | 285       | Красулинское              |
| 113 | Усть-Аскарлы          | посёлок                | 207       | Терсинское                |
| 114 | Усть-Нарык            | посёлок                | 99        | Терсинское                |
| 115 | Усть-Тала             | посёлок                | 3         | Кузедеевское              |
| 116 | Учул                  | деревня                | 12        | Сосновское                |
| 117 | Фёдоровка             | посёлок                | 127       | Сосновское                |
| 118 | Черемза               | посёлок                | 110       | Центральное               |
| 119 | Чистая Грива          | посёлок                | 172       | Терсинское                |
| 120 | Чистогорский          | посёлок                | ↘4379     | Терсинское                |
| 121 | Чичербаево            | посёлок                | 331       | Красулинское              |
| 122 | Шарап                 | деревня                | 4         | Загорское                 |
| 123 | Шарово                | село                   | 2         | Кузедеевское              |
| 124 | Шартонка              | посёлок                | 23        | Кузедеевское              |
| 125 | Шорохово              | деревня                | 98        | Красулинское              |
| 126 | Южный                 | посёлок                | 187       | Загорское                 |
| 127 | Юла                   | посёлок                | 16        | Кузедеевское              |
| 128 | Юрково                | село                   | 4         | Центральное               |
| 129 | Юрьевка               | посёлок                | 25        | Сосновское                |
| 130 | Ячменюха              | село                   | 95        | Терсинское                |

Упразднённые населённые пункты
- 2024 г. — деревня Малая Щедруха и посёлок станции Тоннель
- 2025 год — посёлки Тайлеп и Чёрный Калтан

### История муниципального устройства
В 2002 район состоял из 20 сельсоветов
С 2006 до 2013 гг. Новокузнецкий муниципальный район состоял из 16 муниципальных образований (сельских поселений):
| №  | Сельское поселение                | Количество населённых пунктов | Административный центр |
| -- | --------------------------------- | ----------------------------- | ---------------------- |
| 1  | Атамановское сельское поселение   | 5                             | с. Атаманово           |
| 2  | Безруковское сельское поселение   | 6                             | с. Безруково           |
| 3  | Бунгурское сельское поселение     | 11                            | с. Бунгур              |
| 4  | Еланское сельское поселение       | 4                             | п. Елань               |
| 5  | Ильинское сельское поселение      | 5                             | с. Ильинка             |
| 6  | Костёнковское сельское поселение  | 10                            | с. Костёнково          |
| 7  | Красулинское сельское поселение   | 13                            | с. Красулино           |
| 8  | Кузедеевское сельское поселение   | 12                            | п. Кузедеево           |
| 9  | Куртуковское сельское поселение   | 14                            | п. Куртуково           |
| 10 | Металлургское сельское поселение  | 4                             | п. Металлургов         |
| 11 | Орловское сельское поселение      | 6                             | с. Красная Орловка     |
| 12 | Сары-Чумышское сельское поселение | 9                             | с. Сары-Чумыш          |
| 13 | Сидоровское сельское поселение    | 10                            | с. Сидорово            |
| 14 | Сосновское сельское поселение     | 14                            | с. Сосновка            |
| 15 | Терсинское сельское поселение     | 9                             | п. Осиновое Плесо      |
| 16 | Чистогорское сельское поселение   | 2                             | п. Чистогорский        |

Законом Кемеровской области от 7 марта 2013 года было упразднено 10 сельских поселений и в итоге путём объединения к 30 марта 2013 года (с приостановкой с 20 июня до 30 ноября 2013 года) было сформировано 6 новых сельских поселений:
- Загорское сельское поселение в результате объединения Бунгурского и Костёнковского сельских поселений;
- Красулинское сельское поселение в результате объединения Ильинского, Красулинского и Металлургского сельских поселений;
- Кузедеевское сельское поселение в результате объединения Кузедеевского и Сары-Чумышского сельских поселений;
- Сосновское сельское поселение в результате объединения Куртуковского и Сосновского сельских поселений;
- Терсинское сельское поселение в результате объединения Сидоровского, Терсинского и Чистогорского сельских поселений;
- Центральное сельское поселение в результате объединения Атамановского, Безруковского, Еланского и Орловского сельских поселений.

После 2023 года появились Территориальное деление Новокузнецкого муниципального района: 
- Чистогорское территориальное управление (Чистогорский),
- Кузедеевское территориальное управление (Кузедеево, Сары-Чумыш, Бенжереп 1й, Большая Сулага),
- Красулинское территориальное управление (Ильинка, Красулино, Казанково),
- Сосновское территориальное управление (Сосновка, Ашмарино),
- Куртуковское территориальное управление (Куртуково, Николаевка, Красная Орловка),
- Атамановское территориальное управление (Атаманово, Безруково),
- Загорское территориальное управление (Костенково, Бунгур),
- Металлурговский территориальный отдел (Металлургов),
- Терсинский территориальный отдел (Осиновое плесо).

```
Территориальные отделы и территориальные управления имеют от одного до нескольких пунктов приема населения. Всего 19 пунктов приема населения.
```

## Геральдика
Символика Новокузнецкого района разработана Ивановым Юрием Павловичем и Васильевым Сергеем Николаевичем. Она успешно прошла экспертизу в Геральдическом совете при Президенте РФ и включена в Геральдический регистр России.

### Герб района

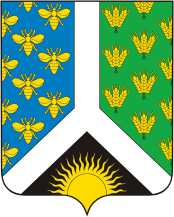
Герб района

Щит разделен серебряным опрокинутым пониженным вилообразным крестом. В правом лазоревом поле золотые пчёлы без числа. В левом зелёном поле золотые снопы из трех колосьев каждый (два колоса в косой крест, поверх них третий колос в столб) без числа. В нижнем чёрном поле возникающее золотое солнце с золотыми, чередующимися без числа прямыми и пламенеющими лучами. Основное изображение герба — вилообразный серебряный крест — символизирует слияние двух рек, протекающих по территории района — Томи и Кондомы, издревле имеющих большое значение в жизни его жителей. Основные цвета на щите — синий, зелёный и чёрный, означающие соответственно: перспективу развития, богатство живой природы района и его недр. Пчёлы символизируют производство мёда в окрестностях уникального Кузедеевского липового острова и одновременно — единство, сплоченность жителей района, сообща преобразующих его своим трудом. Колосья — символ развитого сельского хозяйства. Восходящее солнце в треугольной оконечности щита, напоминающей формой силуэт терриконика, олицетворяют будущее района и огромные запасы каменного угля.

Флаг района

### Флаг района
Прямоугольное полотнище с отношением высоты к длине 2:3, разделённое белым опрокинутым вилообразным крестом на три части: синего (у древка), зелёного (против древка) и чёрного (внизу) цветов. Символика Флага аналогична символике герба Новокузнецкого района: основное изображение флага — вилообразный серебряный крест — символизирует слияние двух рек, протекающих по территории района — Томи и Кондомы; основные цвета флага — синий, зелёный и чёрный, означают соответственно перспективу развития, богатство живой природы района и его недр.

## Органы власти и управления районом
Структуру органов местного управления Новокузнецкого муниципального района составляют:
- Совет народных депутатов Новокузнецкого муниципального района — представительный орган муниципального образования,
- Глава Новокузнецкого муниципального района — глава муниципального образования,
- Администрация Новокузнецкого муниципального района — исполнительно—распорядительный орган муниципального образования,
- Контрольно—счётная комиссия Новокузнецкого муниципального района — контрольно—счётный орган муниципального образования.

С 2011 года по ноябрь 2013 года Главой Новокузнецкого муниципального района являлся Александр Мирошник. С ноября 2013 по 26 апреля 2017 Евгений Манузин, c 26 апреля 2017 по 10 мая 2017 Андрей Шарнин
Совет народных депутатов Новокузнецкого муниципального района состоит из 15 депутатов.
Администрация Новокузнецкого муниципального района, Совет народных депутатов Новокузнецкого муниципального района находятся в Новокузнецке по адресу ул. Сеченова, д. 25.

## Экономика
В районе насчитывается 125 промышленных предприятий, в том числе 24 угольных, 22 сельскохозяйственные организации. Зарегистрировано 815 индивидуальных предпринимателей.
В районе действуют сельскохозяйственные предприятия — Мысковская птицефабрика, Чистогорский мясокомбинат, Калтанский тепличный комбинат. Металлургская птицефабрика, ОАО Славино. Кузедеевская фабрика. Красулинский совхоз «Вперёд». По территории проходят автомобильные и железные дороги, Новокузнецкое, Кузедеевское и частично Мысковское лесничества. На территории Новокузнецкого района осуществляет свою деятельность холдинг «Сибуглемет», в состав которого входят следующие предприятия: ЦОФ «Антоновская», ОАО ш. Полосухинская, ОАО ш. Антоновская, ОАО ш. Большевик. Угольные предлприятия — ОАО УК «Южный Кузбасс», ОАО УК «Южкузбассуголь», ОАО УК «Кузбассразрезуголь», разрезы западной части района. За состоянием автомобильных дорог следит Новокузнецкое ДРСУ.. На территории района действует 270 объектов торговли, в т ч супермаркет Лента , 6 магазинов Мария-Ра.

### Сельское хозяйство
По производству зерновых культур в текущем периоде передовыми хозяйствами являются ОАО «Вперед», ОАО «Казанковское», ООО «Димитровское», СХПК «Берензас». Безусловный лидер по производствуовощей защищенного грунта ООО «Калтанское», предприятие ведет постоянную модернизацию и расширение тепличного комплекса. Увеличивают объёмы производства картофеля ОАО «Славино», СХПК «Берензас», Атамановская АПК.
Ведется модернизация действующих производств ООО «СПК Чистогорский», ООО «Кузбасский бройлер», ОАО «Славино», ЗАО «Кузбасская птицефабрика». Предприятия являются лидерами по производству мяса свиней и птицы. Увеличивает объёмы производства яйца ЗАО «Кузбасская птицефабрика»
объём производства продукции сельского хозяйства в 2012году составил 7 135,18 млн руб., в 2013году — 8 165,35 млн руб. В том числе продукция растениеводства 1 572,06 млн руб. в 2014году, 1 822,3 млн руб. в 2015 году, продукция животноводства — 4 538,12 млн руб. и растениеводства 5 312,9 млн.руб.соответственно
Площадь и сборы овощных культур (2018)
- Пшеница озимая 1144 га и 15584 ц
- Рожь озимая
- Пшеница яровая 1072 га и 17093 ц
- Ячмень яровой 4279 га и 65477 ц
- Овес 3048 га и 45845 ц
- Гречиха 15536 га и 16640 ц
- Горох 8 га и 434 ц
- Подсолнечник 2 га и 44 ц
- Соя 10 га и 180 ц
- Картофель 1970 га и 294662 ц
- Капуста 230 га и 55494 ц
- Свекла 63 га и 10707 ц
- Морковь 122 га и 20268 ц
- Лук репчатый 1,5 га и 150 ц
- Бахчевые 2 га и 185 ц
- Кукуруза 1251 га и 384388 ц
- Рапс 150 га и 1500 ц

Имеются яблони, вишни, ягоды, виноград
В Чистогорском СПК наряду с другими сортами свиней выращиваются местные породы свиней, такие как Кемеровская и Чистогорская.

## Культура
На территории района расположено 34 публичные библиотеки, учреждений культурно-досугового типа — 21, музей декоративно-прикладного искусства, 10 детских музыкальных школ и школ искусств, 10 народных коллективов.

## Образование
Образовательную систему района представляют:
- 13 средних школ (в населённых пунктах: Атаманово, Бенжереп 1-й, Елань, Загорский, Казанково, Костёнково, Кузедеево, Металлургов, Осиновое Плёсо, Сидорово, Сосновка, Степной, Чистогорский),
- 10 основных школ (в населённых пунктах: Безруково, Загадное, Ильинка, Красулино, Кузедеево, Куртуково, Лыс, Рассвет, Тайлеп, Тальжино, Сары-Чумыш),
- 1 специальная коррекционная школа,
- 20 дошкольных образовательных учреждений,
- 3 Дома детского творчества (в Атаманове, Кузедееве и Сосновке),
- Детско-юношеская спортивная школа (в Сосновке),
- Муниципальное образовательное учреждение «Центр психолого—медико—социального сопровождения» (в Сосновке),
- Муниципальное образовательное учреждение дополнительного профессионального образования «Информационно—методический центр» (в Сосновке).

При 4-х школах созданы интернаты для проживания детей из отдалённых населённых пунктов.

## Здравоохранение
Охраной здоровья населения района занимаются Управление здравоохранения Новокузнецкого муниципального района и Центральная районная больница Новокузнецкого района, она расположена в Новокузнецке по адресу: Пионерский проспект, д. 38.
Имеются участковые больницы в селах Кузедеево, Атаманово, Костенково и Сосновка

## Оздоровительные центры
- ОЦ Бунгурский (между п Бунгур и Рассвет), ОЦ Голубь (в районе деревни Есаулка)[38], Сибирская сказка — (ранее «Космонавт») — (Костёнково), Горное ущелье — о. п. Пионерлагерь (Кузедеево).